# Fernando Eduardo Rodrigues Ferreira
Fernando Eduardo Rodrigues Ferreira (1943-2014), mais conhecido por F.E. Rodrigues Ferreira foi um arqueólogo português. Destacou-se pelos trabalhos multidisciplinares de arqueologia forense, nomeadamente os estudos acerca da morte de D. João VI e Damião de Góis.